# اللغة الأيرلندية
اللغة الغالية الأيرلندية (Gaeilge) هي لغة كلتية يتم التحدث بها في جمهورية أيرلندا وفي أيرلندا الشمالية. كما يوجد متحدثين للغة الأيرلندية في الولايات المتحدة وفي بريطانيا. اللغة الاسكتلندية الجودية في اسكتلندا واللغة المنكية في جزيرة مان هما أقرب اللغات الحية بالنسبة للغة الأيرلندية. الأيرلندية مستعملة بشكل رئيسي في منطقة أيرلندية تسمى gaeltachtaí (بالعربية: جايلتاشتاي)، ولكن أيضا بشكل متقطع في جميع أنحاء الجزيرة. أصبحت اللغة الأيرلندية لغة رسمية لأيرلندا عام 1921. وتدرس في جميع المدارس. العديد من سكان الجمهورية يوجد لديه معرفة اللغة. يوجد في أيرلندا 40000 مواطن أيرلندي متحدث للغة الأيرلندية بينما يوجد 72,000 شخص يستعمل اللغة يومياً.

## مناطق جايلتاشتاي
جايلتاشتاي هي مناطق متفرقة في أيرلندا ناطقة باللغة الأيرلندية وهي الساحل الغربي، مقاطعة دونيجال، مايو، غالواي، كيري وكورك. وهناك أيضا مناطق أصغر في أماكن أخرى، بما في ذلك وترفورد وميث. ويمكن تقسيم المناطق إلى ثلاث مجموعات وفقا لتوزيعها الجغرافي في جميع أنحاء البلاد، والذي أيضا يعادل تقسيم اللغة إلى ثلاث لهجات، لهجة شمالية وغربية وجنوبية. اللهجة الشرقية التي تحدثت في لينستر منقرضة من فترة طويلة جدا.

## اللهجات
كما أن التقسيم الجغرافي للمتحدثين الأيرلنديين الأصليين يميل إلى تعزيز التقسيم إلى لهجات مختلفة. توفيت اللغة الأدبية الكلاسيكية في القرن السادس عشر، وجميع الشعر والأدب الذي كتب منذ ذلك الحين كان أكثر أو أقل مؤثر لهجويا. لا تزال الخلافات اللهجة تسبب الكثير الحيرة للأيرلنديين الذين يرغبون في تعلم،teanga na sinsear, أي لغة الأجداد. من ناحية أخرى فإن الكتاب المبدعين يرون اللهجات كثروة يمكن الأستفادة منها. يمكن تقسيم الأيرلندية إلى ثلاث مناطق لهجية رئيسية تتوافق مع مناطق غايلتاشت في الشمال والغرب والجنوب. واللهجات تسمى حسب المنطقة الموجودة فيها وهي اللهجة الأولسترية واللهجة الكوناكتية واللهجة المونسترية.
اللهجات تظهر اختلافات كبيرة نسبيا في قواعد اللغة والمفردات والنطق ويوجد أيضا حاجة لمعيار مشترك فيما يتعلق قواعد اللغة والإملاء. مبادئ An Caighdeán Oifigiúil (بالعربية: المعيار الرسمي) قام بتجميعها موظفو الترجمة في البرلمان الأيرلندي في 1950. يتعلم المبتدئ لفظ لهجوي وعبارات لهجوية اعتمادا على أي مكان يقوم به بدراسة اللغة حتى لو كانت القواعد اللغوية والتهجئة تتبع المبدئ.

## علم وظائف الأصوات
أكثر اللغات التي تشبه الأيرلندية من ناحية اللفظ هي اللغات الأقرب إليها ألا وهي الغيلية الاسكتلندية والمنكية. وأحد السمات البارزة هو أن الصوامت (عدا ‎/h/‏) تجيء كأزواج فواحد «خلفي» (يُطبق ويُلفظ بإرجاع الجزء الخلفي من اللسان والصاقه بالحنك الرخو)، وواحد آخر «أمامي» (يُحنَّك ويُلفظ بارتفاع وسط اللسان نحو الحنك الصلب). وفي حين أن الأزواج الخلفية–الأمامية لا تتفرد بها الأيرلندية (فتوجد في لغات أخرى ومنها على سبيل المثال في اللغة الروسية)، ولكنها تؤدي في اللغة الأيرلندية وظيفة نحوية.
|                     |        | شفوية | شفوية  | نطعية انفجارية | نطعية انفجارية | قصية | قصية | حنجرية |
| خلفية               | أمامية | خلفية | أمامية | خلفية          | أمامية         |      |      | حنجرية |
| ------------------- | ------ | ----- | ------ | -------------- | -------------- | ---- | ---- | ------ |
| انفجارية            | مهموسة | ‎pˠ‏    | ‎pʲ‏     | ‎t̪ˠ‏             | ‎tʲ‏             | ‎k‏    | ‎c‏    |        |
| انفجارية            | جهرية  | ‎bˠ‏    | ‎bʲ‏     | ‎d̪ˠ‏             | ‎dʲ‏             | ‎ɡ‏    | ‎ɟ‏    |        |
| احتكاكية/ شبه صامتة | مهموسة | ‎fˠ‏    | ‎fʲ‏     | ‎sˠ‏             | ‎ʃ‏              | ‎x‏    | ‎ç‏    | ‎h‏      |
| احتكاكية/ شبه صامتة | جهرية  | ‎w/v‏   | ‎vʲ‏     |                |                | ‎ɣ‏    | ‎j‏    |        |
| أنفية               | أنفية  | ‎mˠ‏    | ‎mʲ‏     | ‎n̪ˠ‏             | ‎nʲ‏             | ‎ŋ‏    | ‎ɲ‏    |        |
| نقرية               | نقرية  |       |        | ‎ɾˠ‏             | ‎ɾʲ‏             |      |      |        |
| جانبية              | جانبية |       |        | ‎l̪ˠ‏             | ‎lʲ‏             |      |      |        |

|       | أمامي | أمامي | مركزي | خلفي | خلفي |
| قصير  | طويل  | قصير  | قصير  | طويل |      |
| ----- | ----- | ----- | ----- | ---- | ---- |
| مغلق  | ‎ɪ‏     | ‎iː‏    |       | ‎ʊ‏    | ‎uː‏   |
| متوسط | ‎ɛ‏     | ‎eː‏    | ‎ə‏     | ‎ɔ‏    | ‎oː‏   |
| مفتوح |       |       | ‎a‏     |      | ‎ɑː‏   |

- الصوائت المركبة: ‎iə, uə, əi, əu‏.

- ويكيبيديا الأيرلندية

## وصلات خارجية
- «قاعدة بيانات روابط لغة» – روابط لغة ومصادر خاصة باللغة الأيرلندية (بالإنجليزية)
- معلومات حول اللغة الأيرلندية (بالإنجليزية)
- مصادر حول اللغة الأيرلندية على الإنترنت (بالإنجليزية)
- "تعلم الأيرلندية" - هيئة الإذاعة البريطانية (بالإنجليزية)
- «Talk Irish» - شبكة اجتماعية مخصصة للمتعلمين والمعلمين والمهتمين ومتحدثي الأيرلندية (بالإنجليزية)

قواميس
- «Acmhainn.ie» – قاموس ومصادر المصطلحات (بالأيرلندية)
- قواميس غالية عامة (بالإنجليزية)
- قاموس صوتي/مصوّر أيرلندي-إنجليزي (بالإنجليزية)